# Marquês de Valada
Marquês de Valada foi um título nobiliárquico criado em 17 de dezembro de 1813 pelo rei D. João VI de Portugal a favor de D. Francisco Xavier de Menezes da Silveira e Castro, 1.º conde de Caparica.
Usaram o título as seguintes pessoas:
1. D. Francisco Xavier de Menezes da Silveira e Castro (1754-1834), 1.º conde de Caparica;
2. D. José de Menezes e Távora Rappach da Silveira e Castro (1826-1895), 2.º marquês de Valada (membro do Partido Regenerador e protagonista de um escândalo homossexual em 1881, muito comentado na época e que ficaria conhecido por O escândalo do 2.º marquês de Valada);
3. D. Pedro José de Melo da Cunha de Mendonça e Menezes (1898-1998), 4.º marquês de Olhão, 5.º conde de Castro Marim e 4.º conde de Caparica.

## Na literatura
O historiador da literatura portuguesa Robert Howes, a respeito do romance O Barão de Lavos, da autoria de Abel Botelho, considerado o primeiro romance da literatura portuguesa dedicado à temática da homossexualidade, estabelece e explica a relação entre o livro e o escândalo na sociedade do seu tempo envolvendo o 2.º marquês de Valada. Este estudo foi publicado na revista inglesa Sexualities em 2002.